# Tongaichthys robustus
Tongaichthys robustus és una espècie de peix pertanyent a la família dels gempílids i l'única del gènere Tongaichthys.

## Descripció
- Pot arribar a fer 30 cm de llargària màxima.
- És de color marró fosc a la part superior i una mica pàl·lid per sota.
- Cap relativament gros.
- 16-17 espines i 14-17 radis tous a l'aleta dorsal i 1 espina i 14-16 radis tous a l'anal.
- 33 vèrtebres.
- Les escates de les galtes són allargassades i se superposen lleugerament.[5][6]

## Hàbitat
És un peix marí, batipelàgic i, probablement, mesopelàgic o mesobentopelàgic, el qual viu entre 288 i 312 m de fondària i entre les latituds 12°S-27°S i 144°E-174°W.

## Distribució geogràfica
Es troba al Pacífic: Austràlia (Queensland), Fiji i Tonga.

## Observacions
És inofensiu per als humans.